# Silla (Händel)
Lucio Cornelio Silla (títol original en italià, en català Silla), Händel-Werke-Verzeichnis 10, és una obra dramaticomusical en tres actes composta el 1713 per Georg Friedrich Händel sobre un llibret en italià de Giacomo De Rossi. Es va estrenar el 2 de juny de 1713 al Her Majesty's Theatre de Ciutat de Westminster.